# 李若訥 (明朝)
李若訥（？—？），字季重，號渤海，山東臨邑人，晚明政治人物、詩人，同進士出身。

## 生平
萬曆十六年（1588年）戊子科山東鄉試舉人，萬曆三十二年（1604年）登甲辰科進士，擔任夏邑縣知縣、調内鄉縣、當塗縣知縣、升戶部郎中。萬曆四十七年（1619年），升任太平府知府，累官湖廣按察司副使。天啟五年（1625年），擔任四川布政使司右參政。崇禎元年考察免官，二年起为浙江参议，三年升任湖廣副使。崇禎五年（1632年），任四川按察司副使。

## 著作
工詩，有《五品稿》、《四品稿》、《楊花詩》等。《明詩紀事》卷二十一有載。

## 家族
父李汝相，萬曆進士，官至河南布政使司參議。